# Juglandoideae
Juglandoideae, potporodica orahovki (Juglandaceae), dio reda bukvolike. Sastoji se od pet rodova. Tipični rod je orah (Juglans)

## Tribusi i rodovi
1. Tribus Caryeae Koidz.
  1. Annamocarya A. Chev. (1 sp.)
  2. Carya Nutt. (19 spp.), karija, hikorija
2. Tribus Juglandeae Rchb.
  1. Juglans L. (22 spp.), orah
  2. Pterocarya Kunth (6 spp.)
  3. Cyclocarya Iljinsk. (1 sp.)